# 북부아마존청서
북부아마존청서(학명 : Sciurus igniventris)는 다람쥐과 청서속에 속하는 남아메리카 설치류의 일종이다. 브라질과 콜롬비아, 에콰도르, 페루, 베네수엘라에서 발견된다.

## 아종
2종의 아종이 알려져 있다.
- S. i. igniventris
- S. i. cocalis